# Yano Kentaro
Kentaro Yano (sinh ngày 22 tháng 9 năm 1981) là một cầu thủ bóng đá người Nhật Bản.

## Sự nghiệp câu lạc bộ
Kentaro Yano đã từng chơi cho Avispa Fukuoka.